# Argyrophis klemmeri
Argyrophis klemmeri — вид змій родини сліпунів (Typhlopidae). Ендемік Малайзії. Вид названий на честь німецького герпетолога Конрада Клеммера.

## Поширення і екологія
Argyrophis klemmeri відомі за типовим зразком, зібраним в околицях Субанг-Джаї. Вони живуть у вологих тропічних лісах.